# Rhacophorus borneensis
Rhacophorus borneensis es una especie de anfibio anuro de la familia Rhacophoridae.

## Distribución geográfica
Esta especie es endémica de Malasia oriental. Se encuentra en Sabah y en el parque nacional Batang Ai en Sarawak.

## Etimología
El nombre de la especie está compuesto de borne[o] y del sufijo latino -ensis que significa "que vive, que habita", y se le dio en referencia al lugar de su descubrimiento, Borneo.

## Publicación original
- Matsui, Shimada & Sudin, 2013: A new gliding frog of the genus Rhacophorus from Borneo. Current Herpetology, vol. 32, n.º 2, p. 112-124.[4]